# 프레드라그 벨라츠
프레드라그 벨라츠(세르비아어: Предраг Бјелац, Predrag Bjelac, 1962년 6월 30일~)는 세르비아의 배우이다. 영화 해리 포터 시리즈에서 이고르 카르카로프 교수 역으로 출연하였다.

## 출연 작품
- 해리포터와 불의 잔